# Brzozowo-Utraty
Brzozowo-Utraty – przysiółek wsi Stare Brzozowo w Polsce, położony w województwie mazowieckim, w powiecie mławskim, w gminie Dzierzgowo.
W latach 1975–1998 miejscowość administracyjnie należała do województwa ciechanowskiego.